# Earl av Lincoln
Earl av Lincoln är en engelsk adelstitel, som utdelats åtta gånger genom historien, första gången (så vitt känt) omkring 1143 till William d'Aubigny, 1:e earl av Arundel. Titeln överläts dock redan av kung Stefan före 1155 till William de Roumare. Ungefär samtidigt skall han ha givit den till Gilbert de Gant, men när denne dog  1156 återgick den till kronan. Fjärde gången utdelades titeln 1217 till Ranulph de Blondeville. 
Senare under medeltiden bars titeln av medlemmar av släkten de Lacy, till exempel Henry de Lacy, född omkring 1249, död 1311, en av Englands främsta stormän på Edvard I:s tid. Genom dennes dotters giftermål med Edvard I:s sonson earl Thomas av Lancaster - från vars bostad i London det där belägna Lincoln’s inn fått sitt namn - kom titeln till hans ätt och med Henrik IV till kronans bärare. 
Edvard IV förlänade den 1467 till sin systerson John De la Pole, och Henrik VIII gav den 1525 till sin systerson Henry Brandon (död 1534 utan söner). 1572 gavs titeln åt storamiralen Edward Fiennes de Clinton (född 1512, död 1585), och den har sedan stannat i dennes ätt. Sedan ättens huvudman fick titeln hertig av Newcastle, bars titeln earl av Lincoln av huvudmannens äldste son. 1988 övergick dock titeln till en annan gren, då huvudlinjen utslocknade på svärdssidan.